# Kolec

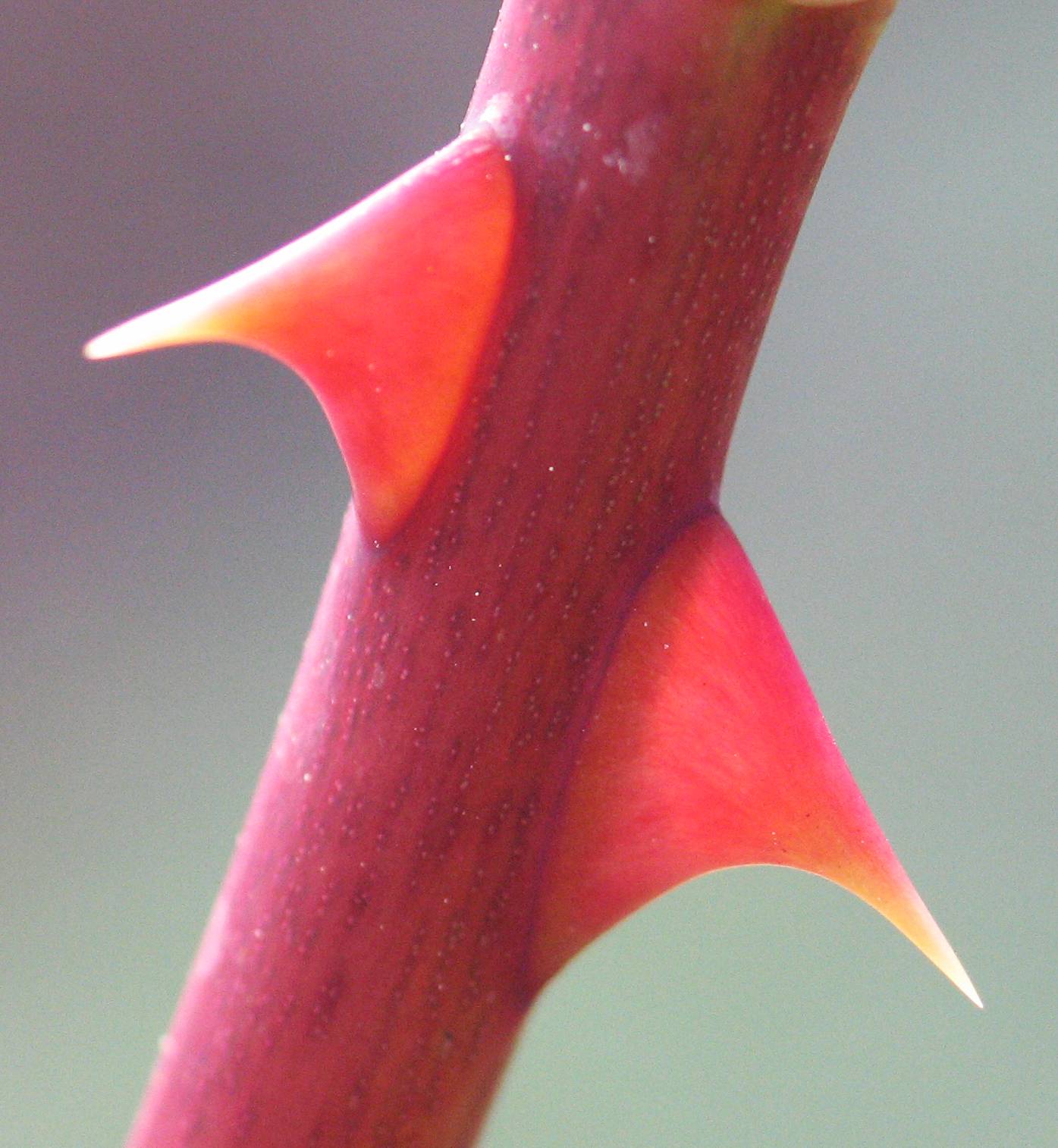
Kolce na łodydze róży

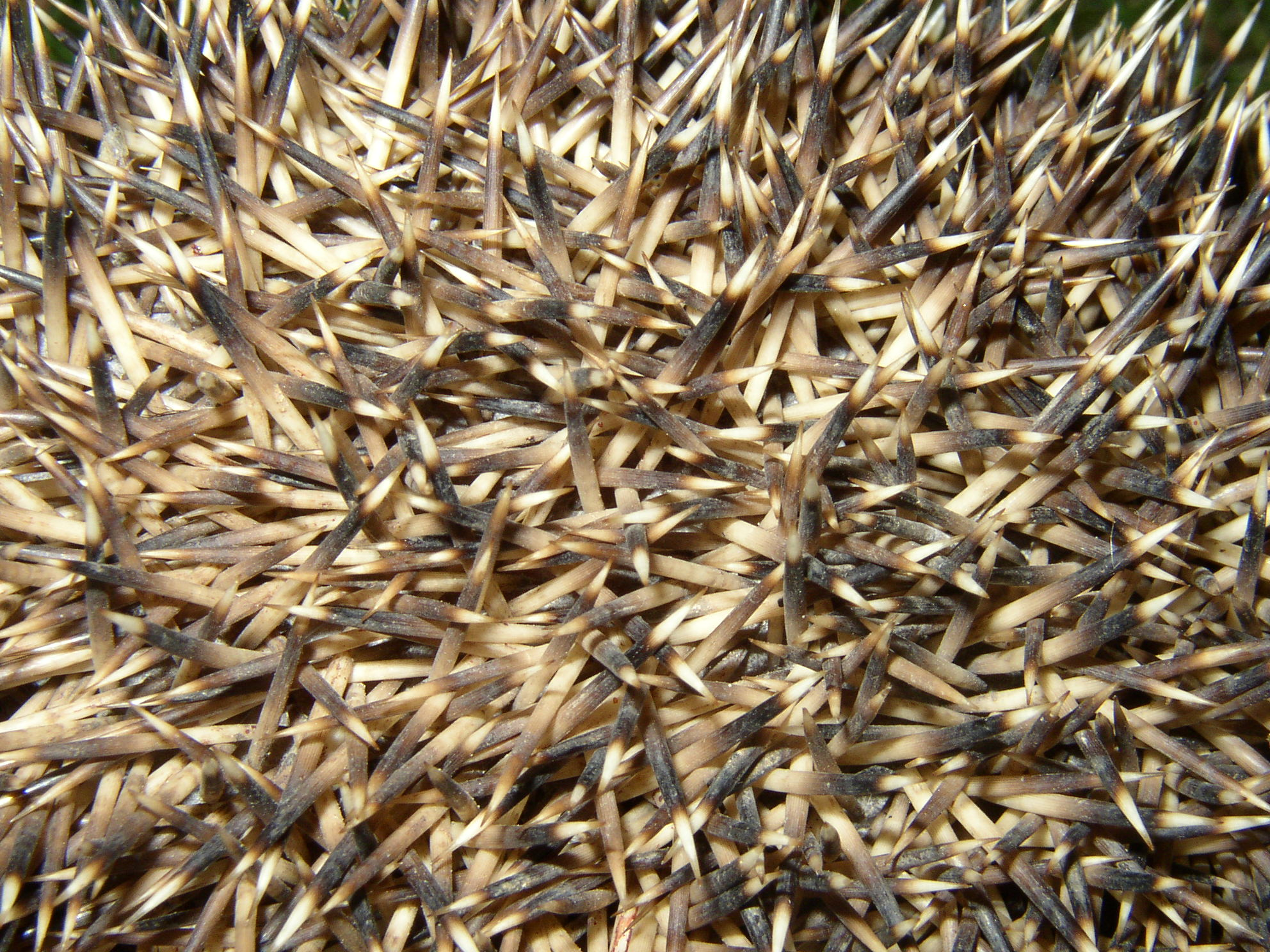
Kolce jeża europejskiego

Kolec – ostro zakończony i zwykle sztywny twór u roślin lub zwierząt. 
U roślinKolec (łac. aculeus) to wytwór epidermy oraz tkanek znajdujących się pod nią. Wykształca się na łodygach (np. u jeżyny i puchowca), liściach (np. u ostrokrzewu i ostu) lub owocach (np. u agrestu i kasztanowca). W odróżnieniu od podobnych i pełniących podobne funkcje cierni nie posiada połączenia z wiązkami przewodzącymi, daje się łatwiej oderwać. Zbudowany jest ze sklerenchymy. Chroni roślinę przed zjedzeniem przez zwierzęta roślinożerne.
U zwierzątMianem kolców określa się sztywne, zaostrzone wyrostki ciała. Powstają one ze sztywnych włosów, promieni płetw, przekształconych łusek i wypustek rogowych, np. u jeży, kolczatki australijskiej, jeżozwierzy lub ryb. U wielu gatunków kolce są połączone z gruczołami jadowymi.